# ناثانيل سميث
ناثانيل سميث (بالإنجليزية: Nathaniel Smith)‏ (و. 1762 – 1822 م) هو سياسي، ومحامي، وقاضي، من الولايات المتحدة الأمريكية، كان عضوًا في الحزب الفيدرالي الأمريكي، توفي عن عمر يناهز 60 عاماً.

## مناصب
تولى منصب عضو مجلس النواب الأمريكي (4 مارس 1795–3 مارس 1799)، وعضو مجلس النواب كونيتيكت.

## التعليم
تعلم في Litchfield Law School ‏.